# NGC 5082
NGC 5082 is een lensvormig sterrenstelsel in het sterrenbeeld Centaur. Het hemelobject werd op 3 juni 1834 ontdekt door de Britse astronoom John Herschel.

## Synoniemen
- ESO 269-89
- MCG -7-27-53
- DCL 562
- PGC 46566